# Sint-Martinuskerk (Hachiville)

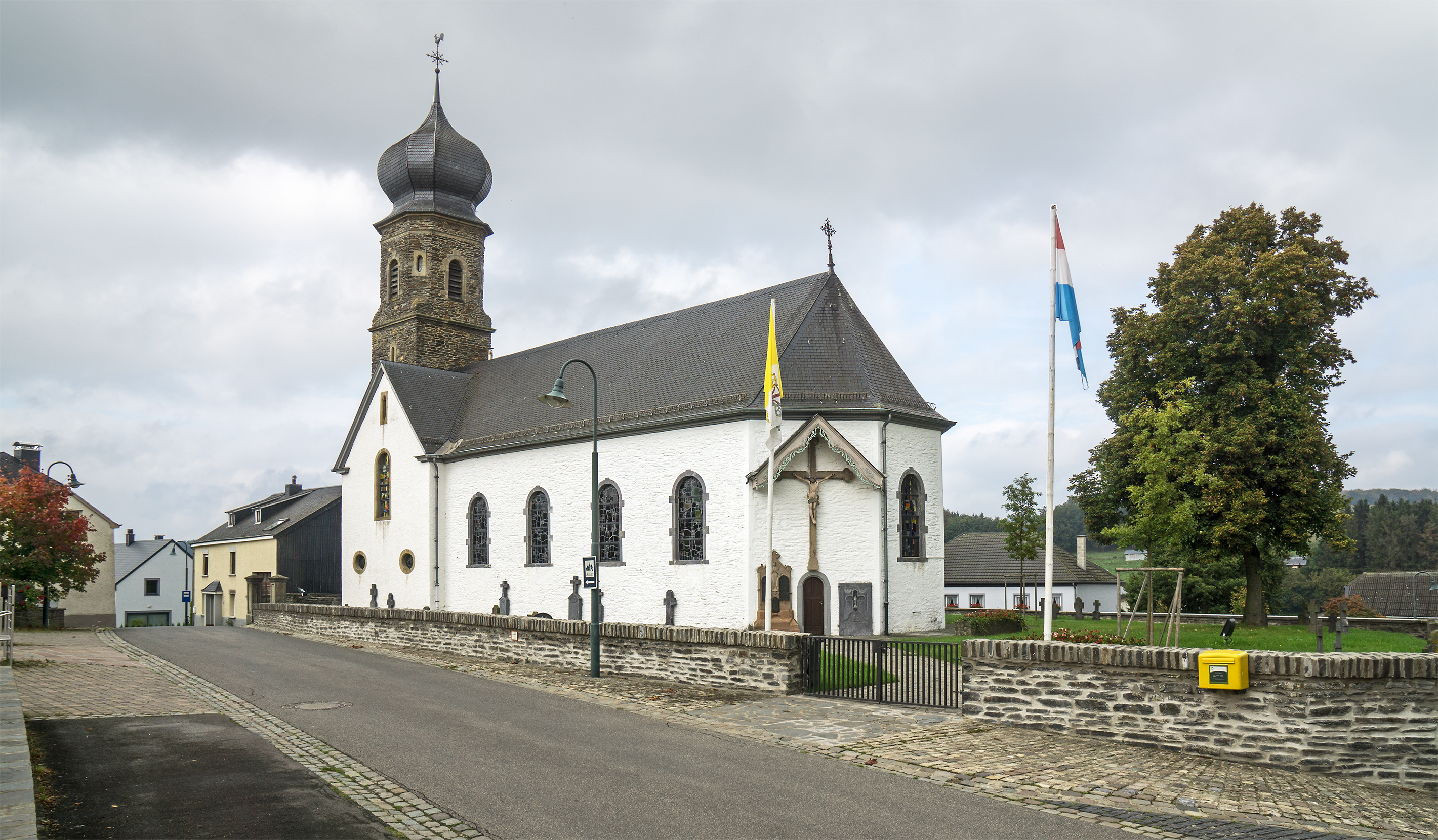
Sint-Martinuskerk van Hachiville

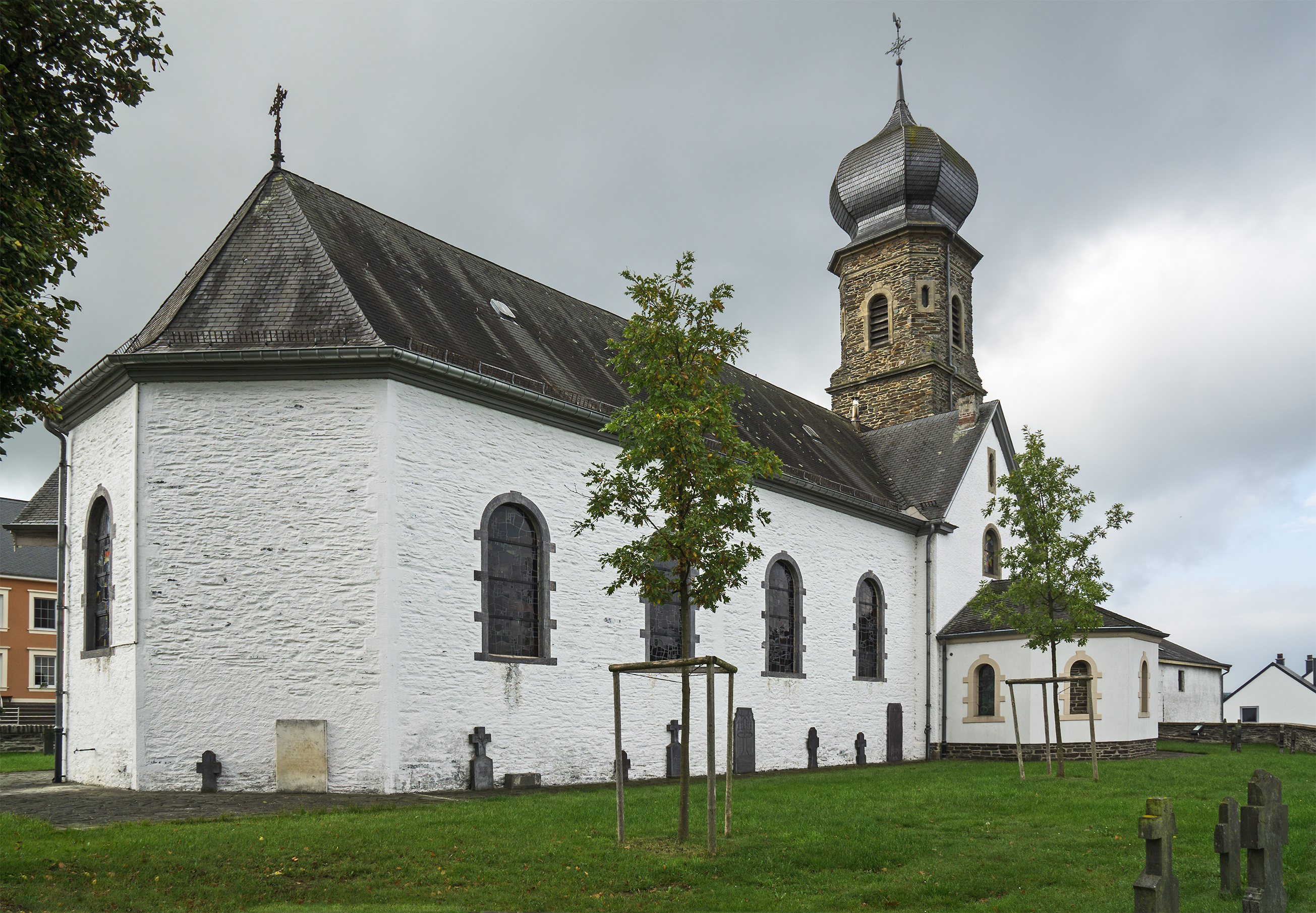

De Sint-Martinuskerk is een kerkgebouw in Hachiville in de gemeente Wincrange in Luxemburg. De kerk staat in het midden van het dorp en rond de kerk bevindt zich een ommuurd kerkhof.
De kerk is gewijd aan Martinus van Tours.

## Geschiedenis
In 1775 werd de kerk gebouwd.
In 1926 werd de kerktoren in neobarokke stijl opgetrokken.
Sinds 12 november 1980 is het kerkgebouw een beschermd monument.

## Opbouw
Het georiënteerde kerkgebouw bestaat uit een neobarokke westtoren, een viering direct na de toren, een schip met vier traveeën en driezijdige koorsluiting (apsis). De kerktoren heeft drie geledingen en is in de onderste geleding bekleed met leien en de andere geledingen met ruw steen. De rest van het kerkgebouw is wit aan de buitenkant. De toren wordt bekroond door een ui. Het gebouw wordt gedekt door een zadeldak waarbij de dwars hierop staande daken van de viering een verlaagde nok hebben. De kerk is verder voorzien van rondboogvensters en rondboogvormige galmgaten.